# Where Hazel Met the Villain
Where Hazel Met the Villain er en amerikansk stumfilm fra 1914 af Fatty Arbuckle.

## Medvirkende
- Roscoe 'Fatty' Arbuckle
- Minta Durfee
- Mabel Normand